# Torre della Garisenda
La Torre della Garisenda (Tårr Måzza o la Gariṡannda in dialetto bolognese) è una delle cosiddette due torri di Bologna, simbolo della città, situate in piazza di porta Ravegnana, all'incrocio tra le antiche vie San Donato (ora via Zamboni), San Vitale, Strada Maggiore, piazza della Mercanzia e via Rizzoli.

## Storia e descrizione

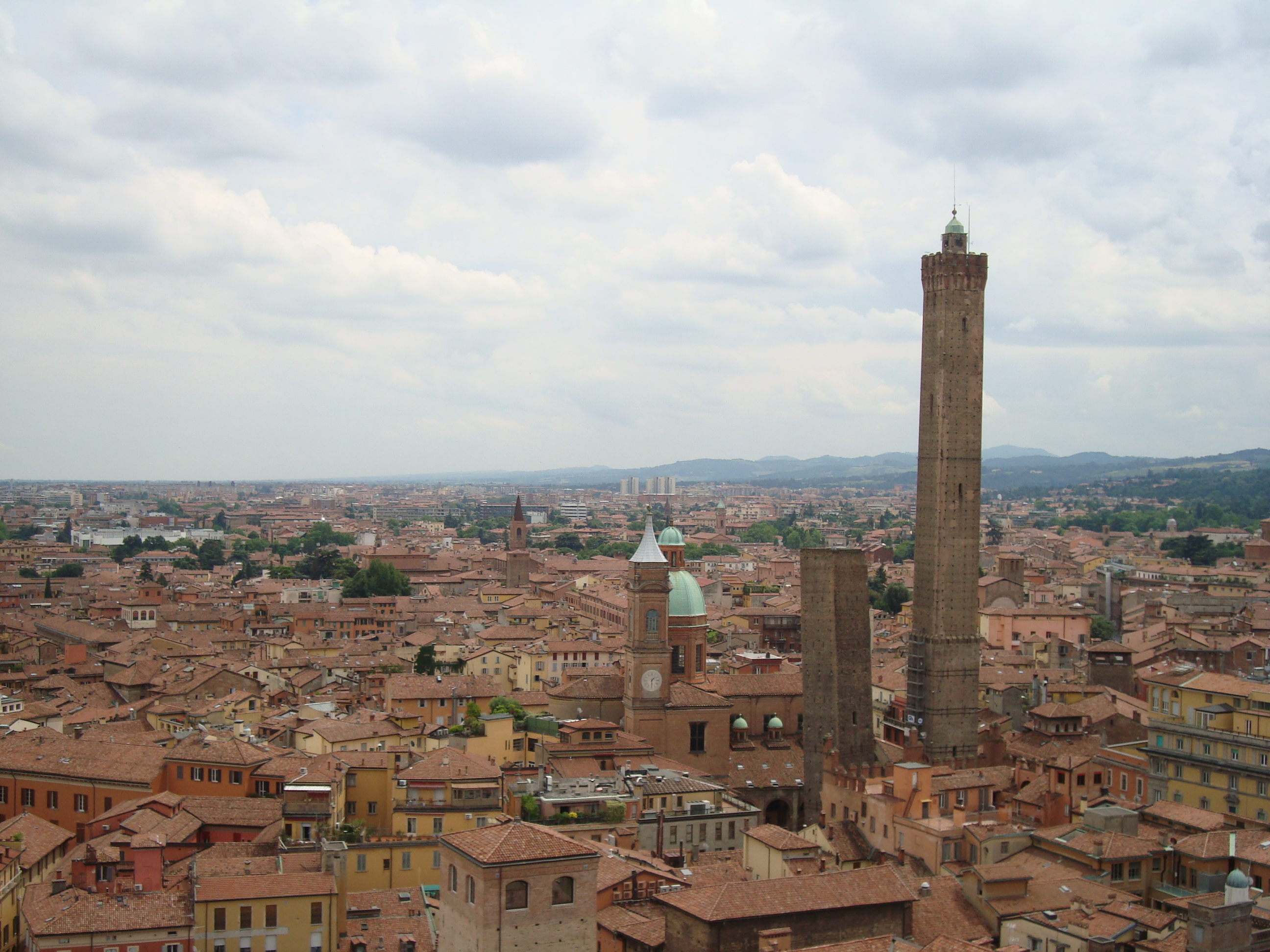
La Garisenda svettante nel panorama urbano bolognese insieme alla contigua torre degli Asinelli

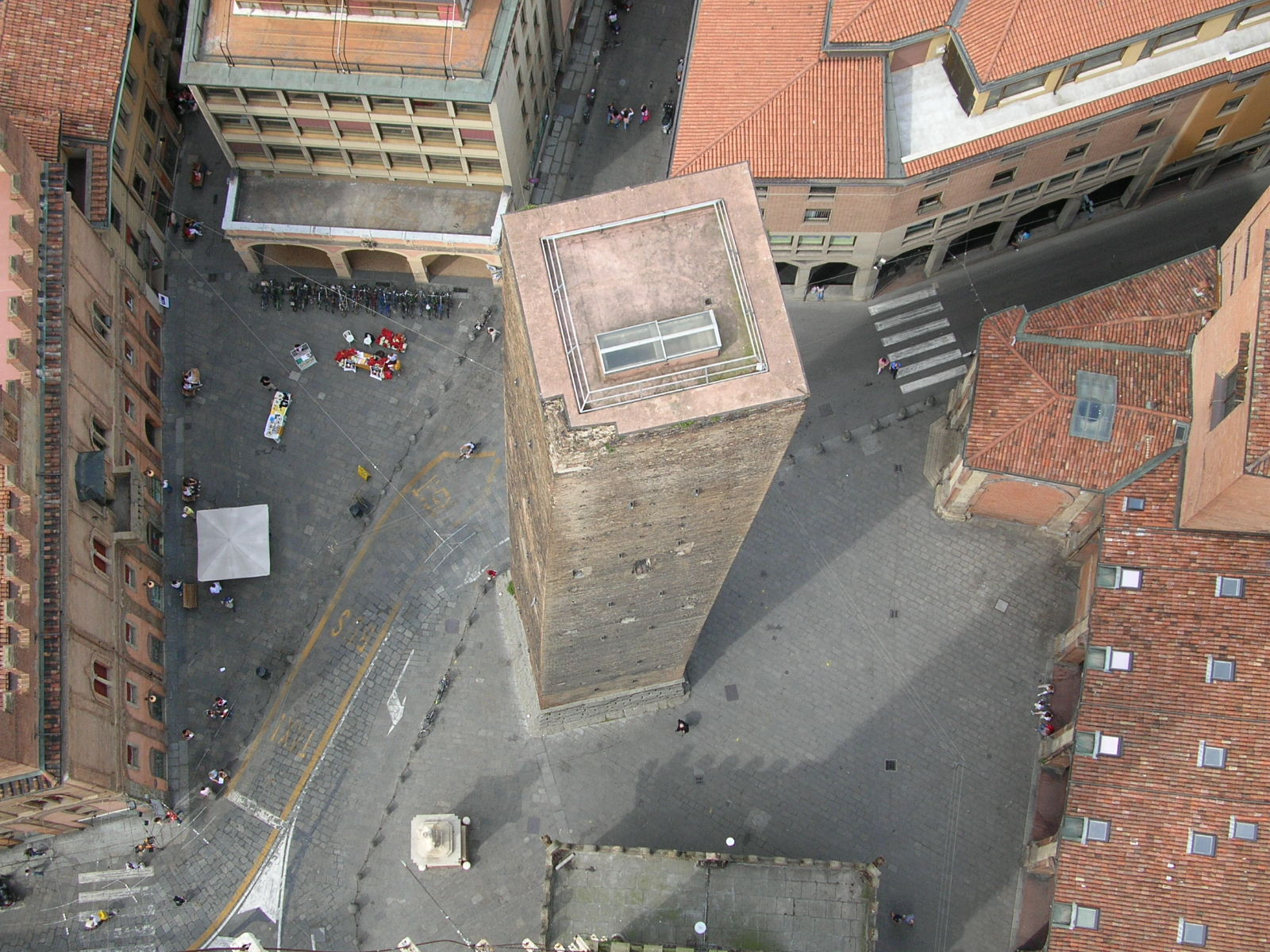
La torre della Garisenda vista da quella degli Asinelli

Città «turrita» per eccellenza, Bologna, in epoca medievale, possedeva un panorama urbano costellato di circa novanta-cento torri, le quali erano funzionali non solo dal punto di vista strategico e militare, bensì anche per ribadire, in senso architettonico, il prestigio delle rispettive famiglie proprietarie. Tra le torri più caratterizzanti di questo tessuto urbanistico vi era indubbiamente quella detta "della Garisenda", edificata in muratura intorno al 1109 dai Garisendi, prospera famiglia di cambiatori di fede guelfa; in origine essa aveva un'altezza di circa sessanta metri, poi ridotta a quarantotto dal despota Giovanni Visconti in seguito ai cedimenti strutturali che avevano iniziato a manifestarsi in maniera precoce e intensa nei terreni di fondazione, caratterizzati da scarse capacità meccaniche e portanti. Per il medesimo motivo l'inclinazione dell'intera struttura subì un deciso incremento, con una sporgenza del vertice pari a 3,22 metri e un angolo di 4°.
Seppur adombrata dalla maggior altezza della vicina e coeva torre degli Asinelli, la Garisenda suscitò un'ampia eco letteraria, tale da esser menzionata da Dante Alighieri, in transito a Bologna varie volte nella sua vita. Il Sommo, infatti, poetò sulla torre in ben due occasioni: la prima in un sonetto dove egli esprime il proprio rammarico per esser stato assorto nell'esclusiva visione della Garisenda, dimentico de «la maggior de la qual si favelli» (che si pensa essere proprio la torre degli Asinelli o, più probabilmente, un'avvenente donna, certamente non Beatrice); la seconda nella Commedia, nella quale viene usata come metro di paragone per il gigante Anteo, colto nel torreggiante atto di chinarsi, in alcuni versi ricordati anche in un'epigrafe posta sulla torre stessa. 
(Rime, LI - Non mi poriano già mai fare ammenda)
(Dante Alighieri, Inferno, canto XXXI)
Dopo esser stata «mutilata» di ben dodici metri, la torre subì alterne vicende: acquistata dalla potente Corporazione dei Drappieri, avente sede nel prospiciente palazzo degli Strazzaroli, nel corso dei secoli iniziò ad essere occultata parzialmente da varie costruzioni erette intorno, fra cui edifici a carattere commerciale e una chiesetta intitolata a Santa Maria delle Grazie (1710); tali strutture, dallo spiccato carattere superfetativo, furono demolite sul finire del XIX secolo, periodo in cui fu anche aggiunto un rivestimento basamentale in bugne di selenite. Sempre nell'Ottocento, in età napoleonica, la Garisenda passò alla famiglia Ranuzzi, per poi pervenire ai Malvezzi Campeggi, a Raimondo Franchetti il 27 agosto 1904 e, infine, al comune di Bologna, sotto la cui tutela è posta tutt'oggi.